# Aeroportul Labasa
Aeroportul Labasa (IATA: LBS, ICAO: NFNL) este un aeroport din Fiji ce deservește zona Labasa⁠(d). A fost numit după zona deservită.
Situat la o altitudine de 13 m, aeroportul dispune de o singură pistă.